# ABBA/Diskografie
Diese Diskografie ist eine Übersicht über die musikalischen Werke der schwedischen Popband ABBA. Laut der Universal Music Group hat die Band bisher mehr als 400 Millionen Tonträger verkauft, womit sie zu den Interpreten mit den meisten verkauften Tonträgern weltweit zählt. Alleine in Deutschland wurden bis heute über 15,1 Millionen Tonträger von ABBA verkauft; damit gehört die Gruppe auch zu den Interpreten mit den meisten verkauften Tonträgern des Landes. Ihre erfolgreichste Veröffentlichung ist die Kompilation ABBA Gold – Greatest Hits mit über 30 Millionen verkauften Einheiten. Das Album verkaufte sich alleine in Deutschland über 2,5 Millionen Mal, womit es zu den zehn meistverkauften Musikalben des Landes zählt.
Bei der Diskografie ist zu berücksichtigen, dass diese sich nur auf autorisierte beziehungsweise offizielle Tonträger beschränkt, die auch von ABBA selbst in ihrem Bandkatalog aufgeführt werden. Neben den offiziellen veröffentlichten Tonträgern, erschienen auch regional diverse Label- und Promoveröffentlichungen, diese sind nur Teil der Diskografie, wenn diese zum kommerziellen Erfolg der Band beitragen und in den entsprechenden Ländern, die im Artikel aufgeführt werden, erschienen. Tonträger, die durch Sublabels aus Werbezwecken und nicht durch die offiziellen Musiklabels erschienen, wurden aufgrund der Übersichtlichkeit nicht berücksichtigt.

## Alben

### Studioalben
| Jahr | Titel Musiklabel                        | Höchstplatzierung, Gesamtwochen/‑monate, AuszeichnungChartplatzierungen (Jahr, Titel, Musiklabel, Platzierungen, Wochen/Monate, Auszeichnungen, Anmerkungen) | Höchstplatzierung, Gesamtwochen/‑monate, AuszeichnungChartplatzierungen (Jahr, Titel, Musiklabel, Platzierungen, Wochen/Monate, Auszeichnungen, Anmerkungen) | Höchstplatzierung, Gesamtwochen/‑monate, AuszeichnungChartplatzierungen (Jahr, Titel, Musiklabel, Platzierungen, Wochen/Monate, Auszeichnungen, Anmerkungen) | Höchstplatzierung, Gesamtwochen/‑monate, AuszeichnungChartplatzierungen (Jahr, Titel, Musiklabel, Platzierungen, Wochen/Monate, Auszeichnungen, Anmerkungen) | Höchstplatzierung, Gesamtwochen/‑monate, AuszeichnungChartplatzierungen (Jahr, Titel, Musiklabel, Platzierungen, Wochen/Monate, Auszeichnungen, Anmerkungen) | Höchstplatzierung, Gesamtwochen/‑monate, AuszeichnungChartplatzierungen (Jahr, Titel, Musiklabel, Platzierungen, Wochen/Monate, Auszeichnungen, Anmerkungen) | Höchstplatzierung, Gesamtwochen/‑monate, AuszeichnungChartplatzierungen (Jahr, Titel, Musiklabel, Platzierungen, Wochen/Monate, Auszeichnungen, Anmerkungen) | Anmerkungen                                                   |
| Jahr | Titel Musiklabel                        | DE | AT | CH | UK | US | SE | NO | Anmerkungen                                                   |
| ---- | --------------------------------------- | --- | --- | --- | --- | --- | --- | --- | ------------------------------------------------------------- |
| 1973 | Ring Ring Polydor (PolyGram)            | DE29 a (1 Wo.)DE | — | — | — | — | SE2 (12 Wo.)SE | NO10 (15 Wo.)NO | Erstveröffentlichung: 26. März 1973 Verkäufe: + 150.000       |
| 1974 | Waterloo Polydor (PolyGram)             | DE6 Platin · (34 Wo.)DE | — | — | UK28 Silber · (3 Wo.)UK | US145 (8 Wo.)US | SE1 Diamant · (29 Wo.)SE | NO1 (24 Wo.)NO | Erstveröffentlichung: 4. März 1974 Verkäufe: + 1.020.035      |
| 1975 | ABBA Polar Music (PolyGram)             | DE31 (1 Wo.)DE | — | CH78 b (1 Wo.)CH | UK13 Gold · (10 Wo.)UK | US174 (3 Wo.)US | SE1 (34 Wo.)SE | NO1 (62 Wo.)NO | Erstveröffentlichung: 21. April 1975 Verkäufe: + 750.000      |
| 1976 | Arrival Polar Music (PolyGram)          | DE1 ×2Doppelplatin · (19 Mt.)DE | AT12 (8 Mt.)AT | — | UK1 Platin · (94 Wo.)UK | US20 Gold · (50 Wo.)US | SE1 (32 Wo.)SE | NO1 (35 Wo.)NO | Erstveröffentlichung: 11. Oktober 1976 Verkäufe: + 4.983.420  |
| 1977 | ABBA – The Album Polar Music (PolyGram) | DE2 Platin · (55 Wo.)DE | AT2 (10 Mt.)AT | — | UK1 Platin · (61 Wo.)UK | US14 Platin · (41 Wo.)US | SE1 (18 Wo.)SE | NO1 (20 Wo.)NO | Erstveröffentlichung: 12. Dezember 1977 Verkäufe: + 4.582.618 |
| 1979 | Voulez-Vous Polydor (PolyGram)          | DE1 Platin · (58 Wo.)DE | AT2 (10 Mt.)AT | CH65 c (44 Wo.)CH | UK1 Platin · (45 Wo.)UK | US19 Gold · (27 Wo.)US | SE1 (34 Wo.)SE | NO1 (22 Wo.)NO | Erstveröffentlichung: 23. April 1979 Verkäufe: + 2.032.340    |
| 1980 | Super Trouper Polydor (PolyGram)        | DE1 ×2Doppelplatin · (52 Wo.)DE | AT3 (8 Mt.)AT | CH97 d (1 Wo.)CH | UK1 Platin · (43 Wo.)UK | US17 Gold · (38 Wo.)US | SE1 (22 Wo.)SE | NO1 (29 Wo.)NO | Erstveröffentlichung: 3. November 1980 Verkäufe: + 2.048.052  |
| 1981 | The Visitors Polydor (PolyGram)         | DE1 Platin · (32 Wo.)DE | AT3 (4½ Mt.)AT | CH93 e (1 Wo.)CH | UK1 Platin · (22 Wo.)UK | US29 (17 Wo.)US | SE1 (16 Wo.)SE | NO1 (14 Wo.)NO | Erstveröffentlichung: 30. November 1981 Verkäufe: + 936.439   |
| 2021 | Voyage Polar Music (UMG)                | DE1 ×2Doppelplatin · (37 Wo.)DE | AT1 Platin · (34 Wo.)AT | CH1 (36 Wo.)CH | UK1 Platin · (19 Wo.)UK | US2 (7 Wo.)US | SE1 ×2Doppelplatin · (24 Wo.)SE | NO1 (7 Wo.)NO | Erstveröffentlichung: 5. November 2021 Verkäufe: + 1.197.000  |

grau schraffiert: keine Chartdaten aus diesem Jahr verfügbar

### Livealben
| Jahr | Titel Musiklabel                             | Höchstplatzierung, Gesamtwochen, AuszeichnungChartplatzierungen (Jahr, Titel, Musiklabel, Platzierungen, Wochen, Auszeichnungen, Anmerkungen) | Höchstplatzierung, Gesamtwochen, AuszeichnungChartplatzierungen (Jahr, Titel, Musiklabel, Platzierungen, Wochen, Auszeichnungen, Anmerkungen) | Höchstplatzierung, Gesamtwochen, AuszeichnungChartplatzierungen (Jahr, Titel, Musiklabel, Platzierungen, Wochen, Auszeichnungen, Anmerkungen) | Höchstplatzierung, Gesamtwochen, AuszeichnungChartplatzierungen (Jahr, Titel, Musiklabel, Platzierungen, Wochen, Auszeichnungen, Anmerkungen) | Höchstplatzierung, Gesamtwochen, AuszeichnungChartplatzierungen (Jahr, Titel, Musiklabel, Platzierungen, Wochen, Auszeichnungen, Anmerkungen) | Höchstplatzierung, Gesamtwochen, AuszeichnungChartplatzierungen (Jahr, Titel, Musiklabel, Platzierungen, Wochen, Auszeichnungen, Anmerkungen) | Höchstplatzierung, Gesamtwochen, AuszeichnungChartplatzierungen (Jahr, Titel, Musiklabel, Platzierungen, Wochen, Auszeichnungen, Anmerkungen) | Anmerkungen                                                 |
| Jahr | Titel Musiklabel                             | DE | AT | CH | UK | US | SE | NO | Anmerkungen                                                 |
| ---- | -------------------------------------------- | --- | --- | --- | --- | --- | --- | --- | ----------------------------------------------------------- |
| 1986 | ABBA Live Polydor (PolyGram)                 | — | — | — | — | — | SE49 (2 Wo.)SE | — | Erstveröffentlichung: 18. August 1986                       |
| 2014 | ABBA Live at Wembley Arena Polar Music (UMG) | DE9 (4 Wo.)DE | AT9 (3 Wo.)AT | CH10 (11 Wo.)CH | UK30 (1 Wo.)UK | — | SE15 Platin · (3 Wo.)SE | — | Erstveröffentlichung: 26. September 2014 Verkäufe: + 40.000 |

### Kompilationen
| Jahr | Titel Musiklabel                                                                                       | Höchstplatzierung, Gesamtwochen/‑monate, AuszeichnungChartplatzierungen (Jahr, Titel, Musiklabel, Platzierungen, Wochen/Monate, Auszeichnungen, Anmerkungen) | Höchstplatzierung, Gesamtwochen/‑monate, AuszeichnungChartplatzierungen (Jahr, Titel, Musiklabel, Platzierungen, Wochen/Monate, Auszeichnungen, Anmerkungen) | Höchstplatzierung, Gesamtwochen/‑monate, AuszeichnungChartplatzierungen (Jahr, Titel, Musiklabel, Platzierungen, Wochen/Monate, Auszeichnungen, Anmerkungen) | Höchstplatzierung, Gesamtwochen/‑monate, AuszeichnungChartplatzierungen (Jahr, Titel, Musiklabel, Platzierungen, Wochen/Monate, Auszeichnungen, Anmerkungen) | Höchstplatzierung, Gesamtwochen/‑monate, AuszeichnungChartplatzierungen (Jahr, Titel, Musiklabel, Platzierungen, Wochen/Monate, Auszeichnungen, Anmerkungen) | Höchstplatzierung, Gesamtwochen/‑monate, AuszeichnungChartplatzierungen (Jahr, Titel, Musiklabel, Platzierungen, Wochen/Monate, Auszeichnungen, Anmerkungen) | Höchstplatzierung, Gesamtwochen/‑monate, AuszeichnungChartplatzierungen (Jahr, Titel, Musiklabel, Platzierungen, Wochen/Monate, Auszeichnungen, Anmerkungen) | Anmerkungen | [↑]: gemeinsam behandelt mit vorhergehendem Eintrag; [←]: in beiden Charts platziert |
| Jahr | Titel Musiklabel                                                                                       | DE | AT | CH | UK | US | SE | NO | Anmerkungen |                                                                                      |
| ---- | --- | --- | --- | --- | --- | --- | --- | --- | --- | ------------------------------------------------------------------------------------ |
| 1975 | Greatest Hits auch bekannt als: The Best of ABBA Polar Music (PolyGram)                                | DE1 Platin + Gold · (20½ Mt.)DE | AT1 (13 Mt.)AT | — | UK1 ×8Achtfachplatin · (130 Wo.)UK | US48 Platin · (61 Wo.)US | SE1 (44 Wo.)SE | NO1 (64 Wo.)NO | Erstveröffentlichung: 17. November 1975 Verkäufe: + 6.454.875                                                                     |                                                                                      |
| 1976 | The Very Best of ABBA – ABBA’s Greatest Hits Polar Music (PolyGram)                                    | DE2 ×3Dreifachgold · (86 Wo.)DE | AT19 (1 Mt.)AT | —[UK: ↑][US: ↑][SE: ↑][NO: ↑] | UK1 ×8Achtfachplatin · (130 Wo.)UK | US48 Platin · (61 Wo.)US | SE1 (44 Wo.)SE | NO1 (64 Wo.)NO | Erstveröffentlichung: 1976 Verkäufe: + 860.000                                                                                    |                                                                                      |
| 1979 | Greatest Hits, Vol. 2 Polydor (PolyGram)                                                               | DE6 Platin · (71 Wo.)DE | AT2 (8 Mt.)AT | — | UK1 Platin · (63 Wo.)UK | US46 Gold · (14 Wo.)US | SE20 (10 Wo.)SE | NO25 (4 Wo.)NO | Erstveröffentlichung: 26. Oktober 1979 Verkäufe: + 1.485.000                                                                      |                                                                                      |
| 1980 | Gracias por la música Polydor (PolyGram)                                                               | — | — | — | — | — | — | — | Erstveröffentlichung: 23. Juni 1980                                                                                               |                                                                                      |
| 1980 | A wie ABBA Polydor (UMG)                                                                               | DE1 Gold · (29 Wo.)DE | AT1 (6 Mt.)AT | — | — | — | — | — | Erstveröffentlichung: 1980 Verkäufe: + 250.000                                                                                    |                                                                                      |
| 1982 | The Singles – The First Ten Years Polydor (PolyGram)                                                   | DE5 Gold · (18 Wo.)DE | — | — | UK1 Platin · (22 Wo.)UK | US62 (18 Wo.)US | SE29 (6 Wo.)SE | NO33 (1 Wo.)NO | Erstveröffentlichung: 8. November 1982 Verkäufe: + 570.000                                                                        |                                                                                      |
| 1983 | I Love ABBA Polystar (PolyGram)                                                                        | DE10 (12 Wo.)DE | AT5 (1 Mt.)AT | CH14 (3 Wo.)CH | — | — | — | — | Erstveröffentlichung: |                                                                                      |
| 1983 | Thank You for the Music Epic Records (CBS)                                                             | — | — | — | UK17 Platin · (12 Wo.)UK | — | — | — | Erstveröffentlichung: 13. Dezember 1983 Verkäufe: + 400.000                                                                       |                                                                                      |
| 1988 | Absolute ABBA Telstar Records (CBS)                                                                    | — | — | — | UK70 Gold · (7 Wo.)UK | — | — | — | Erstveröffentlichung: 17. November 1988 Verkäufe: + 100.000                                                                       |                                                                                      |
| 1992 | ABBA Gold – Greatest Hits auch bekannt als: ABBA Oro – Grandes Éxitos Polydor (PolyGram)               | DE1 ×5Fünffachplatin · (465 Wo.)DE | AT1 ×3Dreifachplatin + Gold (40th Anniversary Edition) · (706 Wo.)AT                                                                                         | CH1 ×10Zehnfachplatin · (777 Wo.)CH | UK1 ×2222-fach-Platin + Silber (40th Anniversary Edition) · (… Wo.)UK                                                                                        | US25 ×6Sechsfachplatin · (… Wo.)US | SE1 ×5Fünffachplatin · (194 Wo.)SE | NO1 (104 Wo.)NO | Erstveröffentlichung: 21. September 1992 (EN-Version) Erstveröffentlichung: 16. November 1999 (ES-Version) Verkäufe: + 30.000.000 |                                                                                      |
| 1993 | More ABBA Gold – More ABBA Hits Polar Music (PolyGram)                                                 | DE9 Gold · (20 Wo.)DE | AT7 Gold · (16 Wo.)AT | CH13 Platin · (20 Wo.)CH | UK13 Platin · (44 Wo.)UK | — | SE3 Platin · (34 Wo.)SE | NO16 (7 Wo.)NO | Erstveröffentlichung: 24. Mai 1993 Verkäufe: + 921.720                                                                            |                                                                                      |
| 1996 | Forever Gold Polydor (PolyGram)                                                                        | DE50 (17 Wo.)DE | — | — | UK— SilberUK | — | — | — | Erstveröffentlichung: 17. Juni 1996 Verkäufe: + 60.000                                                                            |                                                                                      |
| 1998 | Love Stories Polydor (UMG)                                                                             | DE82 (3 Wo.)DE | AT15 (15 Wo.)AT | CH47 (2 Wo.)CH | UK51 (2 Wo.)UK | — | — | NO30 (5 Wo.)NO | Erstveröffentlichung: 26. Oktober 1998                                                                                            |                                                                                      |
| 1999 | The Complete Singles Collection Polydor (UMG)                                                          | DE10 Platin · (37 Wo.)DE | AT11 (18 Wo.)AT | CH6 Gold · (24 Wo.)CH | — | — | — | — | Erstveröffentlichung: 22. November 1999 Verkäufe: + 595.000                                                                       |                                                                                      |
| 2000 | 20th Century Masters: The Millennium Collection: The Best of ABBA auch bekannt als: Icon Polydor (UMG) | — | — | — | — | US189 Gold · (1 Wo.)US | — | — | Erstveröffentlichung: 26. September 2000 Verkäufe: + 680.000                                                                      |                                                                                      |
| 2001 | The Definitive Collection Polar Music (UMG)                                                            | DE14 Platin · (107 Wo.)DE | AT38 (16 Wo.)AT | CH34 Gold · (23 Wo.)CH | UK17 Gold · (16 Wo.)UK | US186 (1 Wo.)US | SE26 Gold · (29 Wo.)SE | NO8 (10 Wo.)NO | Erstveröffentlichung: 5. November 2001 Verkäufe: + 795.000                                                                        |                                                                                      |
| 2004 | The ABBA Story Polar Music (UMG)                                                                       | DE31 (6 Wo.)DE | AT21 (6 Wo.)AT | CH14 (12 Wo.)CH | — | — | — | — | Erstveröffentlichung: 19. April 2004 Verkäufe: + 135.000                                                                          |                                                                                      |
| 2005 | 18 Hits Polydor (UMG)                                                                                  | DE58 ×2Doppelplatin · (6 Wo.)DE | — | — | UK15 Platin · (55 Wo.)UK | — | — | — | Erstveröffentlichung: 1. August 2005 Verkäufe: + 1.340.000                                                                        |                                                                                      |
| 2006 | Number Ones Polar Music (UMG)                                                                          | DE24 Gold · (16 Wo.)DE | AT22 (14 Wo.)AT | CH53 (12 Wo.)CH | UK15 Gold · (9 Wo.)UK | — | SE20 (13 Wo.)SE | NO25 (2 Wo.)NO | Erstveröffentlichung: 24. November 2006 Verkäufe: + 237.500                                                                       |                                                                                      |
| 2009 | Classic Polar Music (UMG)                                                                              | — | — | — | UK— SilberUK | — | — | — | Erstveröffentlichung: 17. Februar 2009 Verkäufe: + 60.000                                                                         |                                                                                      |
| 2012 | The Essential Collection Polar Music (UMG)                                                             | DE16 Gold · (10 Wo.)DE | AT47 (2 Wo.)AT | CH94 (1 Wo.)CH | — | — | SE29 (5 Wo.)SE | — | Erstveröffentlichung: 25. Mai 2012 Verkäufe: + 100.000                                                                            |                                                                                      |
| 2024 | The Singles – The First Fifty Years Polar Music (UMG)                                                  | DE5 (3 Wo.)DE | AT12 (3 Wo.)AT | CH10 (1 Wo.)CH | UK17 (1 Wo.)UK | — | — | — | Erstveröffentlichung: 25. Oktober 2024                                                                                            |                                                                                      |

grau schraffiert: keine Chartdaten aus diesem Jahr verfügbar

## Singles
| Jahr | Titel Album                                                                                      | Höchstplatzierung, Gesamtwochen/‑monate, AuszeichnungChartplatzierungen (Jahr, Titel, Album, Platzierungen, Wochen/Monate, Auszeichnungen, Anmerkungen) | Höchstplatzierung, Gesamtwochen/‑monate, AuszeichnungChartplatzierungen (Jahr, Titel, Album, Platzierungen, Wochen/Monate, Auszeichnungen, Anmerkungen) | Höchstplatzierung, Gesamtwochen/‑monate, AuszeichnungChartplatzierungen (Jahr, Titel, Album, Platzierungen, Wochen/Monate, Auszeichnungen, Anmerkungen) | Höchstplatzierung, Gesamtwochen/‑monate, AuszeichnungChartplatzierungen (Jahr, Titel, Album, Platzierungen, Wochen/Monate, Auszeichnungen, Anmerkungen) | Höchstplatzierung, Gesamtwochen/‑monate, AuszeichnungChartplatzierungen (Jahr, Titel, Album, Platzierungen, Wochen/Monate, Auszeichnungen, Anmerkungen) | Höchstplatzierung, Gesamtwochen/‑monate, AuszeichnungChartplatzierungen (Jahr, Titel, Album, Platzierungen, Wochen/Monate, Auszeichnungen, Anmerkungen) | Höchstplatzierung, Gesamtwochen/‑monate, AuszeichnungChartplatzierungen (Jahr, Titel, Album, Platzierungen, Wochen/Monate, Auszeichnungen, Anmerkungen) | Anmerkungen                                                    | [↑]: gemeinsam behandelt mit vorhergehendem Eintrag; [←]: in beiden Charts platziert |
| Jahr | Titel Album                                                                                      | DE | AT | CH | UK | US | SE | NO | Anmerkungen                                                    |                                                                                      |
| --- | ------------------------------------------------------------------------------------------------ | --- | --- | --- | --- | --- | --- | --- | -------------------------------------------------------------- | ------------------------------------------------------------------------------------ |
| als Björn, Benny, Agnetha & Anni-Frid |                                                                                                  | | | | | | | |                                                                |                                                                                      |
| |                                                                                                  | | | | | | | |                                                                |                                                                                      |
| 1972 | People Need Love Ring Ring                                                                       | — | — | — | — | — | SE17 (5 Wo.)SE | — | Erstveröffentlichung: 1. Juni 1972                             |                                                                                      |
| 1972 | He Is Your Brother Ring Ring                                                                     | — | — | — | — | — | SE17 (5 Wo.)SE | — | Erstveröffentlichung: 22. November 1972                        |                                                                                      |
| 1973 | Ring Ring (bara du slog en signal) (Schwedische Version) Ring Ring                               | — | AT2 (4 Mt.)AT | — | UK32 (5 Wo.)UK | — | SE1 (17 Wo.)SE | NO2 (19 Wo.)NO | Erstveröffentlichung: 14. Februar 1973                         |                                                                                      |
| 1973 | Ring Ring (Englische Version) Ring Ring                                                          | —[AT: ↑] | AT2 (4 Mt.)AT | —[UK: ↑] | UK32 (5 Wo.)UK | — | SE2 (8 Wo.)SE[NO: ↑] | NO2 (19 Wo.)NO | Erstveröffentlichung: 19. Februar 1973                         |                                                                                      |
| 1973 | Love Isn’t Easy (But It Sure Is Hard Enough) Ring Ring                                           | — | — | — | — | — | — | — | Erstveröffentlichung: Juni 1973                                |                                                                                      |
| 1973 | Nina, Pretty Ballerina Ring Ring                                                                 | — | AT8 (3 Mt.)AT | — | — | — | — | — | Erstveröffentlichung: Oktober 1973                             |                                                                                      |
| als ABBA |                                                                                                  | | | | | | | |                                                                |                                                                                      |
| |                                                                                                  | | | | | | | |                                                                |                                                                                      |
| 1974 | Waterloo (Schwedische Version) Waterloo (Swedish Edition)                                        | DE1 Gold · (25 Wo.)DE | AT2 (5 Mt.)AT | CH1 (19 Wo.)CH | UK1 Platin · (12 Wo.)UK | US6 (17 Wo.)US | SE2 (15 Wo.)SE | NO1 (23 Wo.)NO | Erstveröffentlichung: 4. März 1974                             |                                                                                      |
| 1974 | Waterloo (Englische Version) Waterloo (International Edition)[DE: ↑][AT: ↑][CH: ↑][UK: ↑][US: ↑] | DE1 Gold · (25 Wo.)DE | AT2 (5 Mt.)AT | CH1 (19 Wo.)CH | UK1 Platin · (12 Wo.)UK | US6 (17 Wo.)US | SE3 (10 Wo.)SE[NO: ↑] | NO1 (23 Wo.)NO | Erstveröffentlichung: 4. März 1974 Verkäufe: + 2.187.000       |                                                                                      |
| 1974 | Honey, Honey Waterloo                                                                            | DE2 Gold · (22 Wo.)DE | AT4 (2 Mt.)AT | CH4 (12 Wo.)CH | UK— SilberUK | US27 (10 Wo.)US | — | NO16 f (2 Wo.)NO | Erstveröffentlichung: April 1974 Verkäufe: + 700.000           |                                                                                      |
| 1974 | So Long ABBA                                                                                     | DE11 (16 Wo.)DE | AT3 (2 Mt.)AT | — | — | — | SE7 (8 Wo.)SE | — | Erstveröffentlichung: 18. November 1974                        |                                                                                      |
| 1975 | I Do, I Do, I Do, I Do, I Do ABBA                                                                | DE6 (22 Wo.)DE | AT4 (3 Mt.)AT | CH1 (17 Wo.)CH | UK38 (6 Wo.)UK | US15 (15 Wo.)US | — | NO2 (24 Wo.)NO | Erstveröffentlichung: 31. März 1975                            |                                                                                      |
| 1975 | SOS ABBA                                                                                         | DE1 (30 Wo.)DE | AT2 (6 Mt.)AT | CH3 (18 Wo.)CH | UK6 Gold · (10 Wo.)UK | US15 (17 Wo.)US | — | NO2 (27 Wo.)NO | Erstveröffentlichung: Juni 1975 Verkäufe: + 1.575.000          |                                                                                      |
| 1975 | Mamma Mia ABBA                                                                                   | DE1 Gold · (24 Wo.)DE | AT3 (4 Mt.)AT | CH1 (25 Wo.)CH | UK1 ×2Doppelplatin · (21 Wo.)UK | US32 (8 Wo.)US | — | NO2 (11 Wo.)NO | Erstveröffentlichung: 19. September 1975 Verkäufe: + 1.735.000 |                                                                                      |
| 1976 | Fernando Greatest Hits                                                                           | DE1 Gold · (26 Wo.)DE | AT1 (6 Mt.)AT | CH1 (22 Wo.)CH | UK1 Gold · (15 Wo.)UK | US13 (16 Wo.)US | SE2 (22 Wo.)SE | NO2 (21 Wo.)NO | Erstveröffentlichung: 3. März 1976 Verkäufe: + 3.088.000       |                                                                                      |
| 1976 | Dancing Queen Arrival                                                                            | DE1 Platin · (42 Wo.)DE | AT4 (5 Mt.)AT | CH3 (36 Wo.)CH | UK1 ×3Dreifachplatin · (25 Wo.)UK | US1 Gold · (22 Wo.)US | SE1 (45 Wo.)SE | NO1 (32 Wo.)NO | Erstveröffentlichung: 16. August 1976 Verkäufe: + 4.440.000    |                                                                                      |
| 1976 | Money, Money, Money Arrival                                                                      | DE1 (22 Wo.)DE | AT3 (4 Mt.)AT | CH2 (14 Wo.)CH | UK3 Gold · (12 Wo.)UK | US56 (7 Wo.)US | — | NO2 (19 Wo.)NO | Erstveröffentlichung: 12. November 1976 Verkäufe: + 1.015.000  |                                                                                      |
| 1977 | Knowing Me, Knowing You Arrival                                                                  | DE1 (26 Wo.)DE | AT2 (5 Mt.)AT | CH3 (17 Wo.)CH | UK1 Gold · (13 Wo.)UK | US14 (15 Wo.)US | — | NO6 (11 Wo.)NO | Erstveröffentlichung: 4. Februar 1977 Verkäufe: + 1.095.000    |                                                                                      |
| 1977 | The Name of the Game ABBA – The Album                                                            | DE7 (20 Wo.)DE | AT12 (3 Mt.)AT | CH6 (10 Wo.)CH | UK1 Gold · (12 Wo.)UK | US12 (16 Wo.)US | SE2 (18 Wo.)SE | NO3 (17 Wo.)NO | Erstveröffentlichung: 14. Oktober 1977 Verkäufe: + 500.000     |                                                                                      |
| 1978 | Take a Chance on Me ABBA – The Album                                                             | DE3 (25 Wo.)DE | AT1 (5 Mt.)AT | CH3 (16 Wo.)CH | UK1 Gold + Platin (Digital) · (10 Wo.)UK | US3 Gold · (18 Wo.)US | — | NO8 (6 Wo.)NO | Erstveröffentlichung: 14. Januar 1978 Verkäufe: + 2.205.000    |                                                                                      |
| 1978 | Eagle ABBA – The Album                                                                           | DE6 (19 Wo.)DE | AT17 (3 Mt.)AT | CH7 (11 Wo.)CH | — | — | — | — | Erstveröffentlichung: 2. Mai 1978                              |                                                                                      |
| 1978 | Summer Night City Greatest Hits, Vol. 2                                                          | DE6 (18 Wo.)DE | AT18 (1 Mt.)AT | CH5 (10 Wo.)CH | UK5 Silber · (9 Wo.)UK | — | SE1 (20 Wo.)SE | NO3 (10 Wo.)NO | Erstveröffentlichung: 6. September 1978 Verkäufe: + 250.000    |                                                                                      |
| 1979 | Chiquitita Voulez-Vous                                                                           | DE3 (26 Wo.)DE | AT6 (4 Mt.)AT | CH1 (15 Wo.)CH | UK2 Platin · (9 Wo.)UK | US29 (12 Wo.)US | SE2 (24 Wo.)SE | NO4 (18 Wo.)NO | Erstveröffentlichung: 16. Januar 1979 Verkäufe: + 2.055.000    |                                                                                      |
| 1979 | Does Your Mother Know Voulez-Vous                                                                | DE10 (15 Wo.)DE | AT13 (3 Mt.)AT | CH6 (10 Wo.)CH | UK4 Platin · (9 Wo.)UK | US19 (14 Wo.)US | — | — | Erstveröffentlichung: 27. April 1979 Verkäufe: + 615.000       |                                                                                      |
| 1979 | Voulez-Vous                                                                                      | DE14 (16 Wo.)DE | — | CH9 (6 Wo.)CH | UK3 Platin (Voulez-Vous) + Gold (Angeleyes) · (11 Wo.)UK                                                                                                | US80 (3 Wo.)US | — | — | Erstveröffentlichung: 6. Juli 1979 Verkäufe: + 615.000         |                                                                                      |
| 1979 | Angeleyes Voulez-Vous[DE: ↑]                                                                     | DE14 (16 Wo.)DE | —[CH: ↑][UK: ↑] | CH9 (6 Wo.)CH | UK3 Platin (Voulez-Vous) + Gold (Angeleyes) · (11 Wo.)UK                                                                                                | US64 (5 Wo.)US | — | — | Erstveröffentlichung: 6. Juli 1979 Verkäufe: + 415.000         |                                                                                      |
| 1979 | Gimme! Gimme! Gimme! (A Man After Midnight) Greatest Hits, Vol. 2                                | DE3 Gold · (26 Wo.)DE | AT2 (3 Mt.)AT | CH1 (14 Wo.)CH | UK3 ×2Silber + Doppelplatin · (12 Wo.)UK | — | SE16 (11 Wo.)SE | NO2 (18 Wo.)NO | Erstveröffentlichung: 12. Oktober 1979 Verkäufe: + 2.615.000   |                                                                                      |
| 1979 | I Have a Dream Voulez-Vous                                                                       | DE4 (27 Wo.)DE | AT1 (5½ Mt.)AT | CH1 (12 Wo.)CH | UK2 Gold · (10 Wo.)UK | — | — | — | Erstveröffentlichung: 7. Dezember 1979 Verkäufe: + 615.000     |                                                                                      |
| 1980 | The Winner Takes It All Super Trouper                                                            | DE4 Gold · (29 Wo.)DE | AT3 (4½ Mt.)AT | CH3 (11 Wo.)CH | UK1 Platin · (10 Wo.)UK | US8 (26 Wo.)US | SE2 (16 Wo.)SE | NO3 (9 Wo.)NO | Erstveröffentlichung: 21. Juli 1980 Verkäufe: + 1.800.000      |                                                                                      |
| 1980 | Super Trouper                                                                                    | DE1 (30 Wo.)DE | AT3 (5 Mt.)AT | CH3 (12 Wo.)CH | UK1 Platin · (12 Wo.)UK | US45 (11 Wo.)US | SE11 (8 Wo.)SE | NO2 (10 Wo.)NO | Erstveröffentlichung: 3. November 1980 Verkäufe: + 1.255.000   |                                                                                      |
| 1980 | Happy New Year Super Trouper                                                                     | DE75 (9 Wo.)DE | — | CH86 (2 Wo.)CH | — | — | SE4 (24 Wo.)SE | NO5 (9 Wo.)NO | Erstveröffentlichung: 15. Dezember 1980 Verkäufe: + 45.000     |                                                                                      |
| 1981 | Lay All Your Love on Me / On and On and On Super Trouper                                         | DE26 Gold (Lay All Your Love on Me) · (14 Wo.)DE | — | — | UK7 Platin (Lay All Your Love on Me) · (7 Wo.)UK | US90 (6 Wo.)US | — | — | Erstveröffentlichung: 3. Juli 1981 Verkäufe: + 1.055.000       |                                                                                      |
| 1981 | One of Us The Visitors                                                                           | DE1 (22 Wo.)DE | AT3 (3 Mt.)AT | CH3 (7 Wo.)CH | UK3 Gold · (10 Wo.)UK | — | SE13 (2 Wo.)SE | NO6 (6 Wo.)NO | Erstveröffentlichung: 4. Dezember 1981 Verkäufe: + 500.000     |                                                                                      |
| 1982 | Head over Heels / The Visitors The Visitors                                                      | DE19 (12 Wo.)DE | AT8 (½ Mt.)AT | — | UK25 (7 Wo.)UK | US63 (8 Wo.)US | — | — | Erstveröffentlichung: 4. Februar 1982                          |                                                                                      |
| 1982 | When All Is Said and Done The Visitors                                                           | — | — | — | — | US27 (14 Wo.)US | — | — | Erstveröffentlichung: 12. April 1982                           |                                                                                      |
| 1982 | The Day Before You Came The Singles – The First 10 Years                                         | DE5 (16 Wo.)DE | AT16 (4 Mt.)AT | CH4 (8 Wo.)CH | UK32 (6 Wo.)UK | — | SE3 (10 Wo.)SE | NO5 (5 Wo.)NO | Erstveröffentlichung: 8. Oktober 1982                          |                                                                                      |
| 1982 | Under Attack The Singles – The First 10 Years                                                    | DE22 (9 Wo.)DE | — | — | UK26 (8 Wo.)UK | — | — | — | Erstveröffentlichung: 3. Dezember 1982                         |                                                                                      |
| 1983 | Thank You for the Music ABBA – The Album                                                         | — | — | — | UK33 Silber · (6 Wo.)UK | — | — | — | Erstveröffentlichung: 31. Oktober 1983 Verkäufe: + 200.000     |                                                                                      |
| 2021 | Don’t Shut Me Down Voyage                                                                        | DE5 (6 Wo.)DE | AT14 (3 Wo.)AT | CH1 (7 Wo.)CH | UK9 Silber · (8 Wo.)UK | — | SE1 Platin · (12 Wo.)SE | NO7 (2 Wo.)NO | Erstveröffentlichung: 2. September 2021 Verkäufe: + 280.000    |                                                                                      |
| 2021 | I Still Have Faith in You Voyage                                                                 | DE3 (4 Wo.)DE | AT19 (1 Wo.)AT | CH6 (4 Wo.)CH | UK14 (3 Wo.)UK | — | SE2 Platin · (7 Wo.)SE | NO13 (1 Wo.)NO | Erstveröffentlichung: 2. September 2021 Verkäufe: + 80.000     |                                                                                      |
| 2021 | Just a Notion Voyage                                                                             | DE36 (2 Wo.)DE | — | CH60 (1 Wo.)CH | UK59 (1 Wo.)UK | — | SE22 (2 Wo.)SE | — | Erstveröffentlichung: 22. Oktober 2021                         |                                                                                      |
| 2021 | Little Things Voyage                                                                             | DE42 (1 Wo.)DE | — | — | UK61 (3 Wo.)UK | — | SE20 (5 Wo.)SE | — | Erstveröffentlichung: 3. Dezember 2021                         |                                                                                      |
| Folgende Lieder erschienen nicht als Single, wurden aber durch das Album zum Download und Streaming bereitgestellt und konnten somit eine Platzierung erlangen: |                                                                                                  | | | | | | | |                                                                |                                                                                      |
| |                                                                                                  | | | | | | | |                                                                |                                                                                      |
| 2021 | When You Danced with Me Voyage                                                                   | — | — | CH34 (1 Wo.)CH | UK67 (1 Wo.)UK | — | SE8 (2 Wo.)SE | — | Charteinstieg: 12. November 2021                               |                                                                                      |
| 2021 | Keep an Eye on Dan Voyage                                                                        | — | — | — | — | — | SE19 (1 Wo.)SE | — | Charteinstieg: 12. November 2021                               |                                                                                      |
| 2021 | I Can Be That Woman Voyage                                                                       | — | — | — | — | — | SE23 (1 Wo.)SE | — | Charteinstieg: 12. November 2021                               |                                                                                      |
| 2021 | Bumblebee Voyage                                                                                 | — | — | — | — | — | SE25 (1 Wo.)SE | — | Charteinstieg: 12. November 2021                               |                                                                                      |
| 2021 | No Doubt About It Voyage                                                                         | — | — | — | — | — | SE29 (1 Wo.)SE | — | Charteinstieg: 12. November 2021                               |                                                                                      |
| 2021 | Ode to Freedom Voyage                                                                            | — | — | — | — | — | SE30 (1 Wo.)SE | — | Charteinstieg: 12. November 2021                               |                                                                                      |

grau schraffiert: keine Chartdaten aus diesem Jahr verfügbar

## Videoalben und Musikvideos

### Videoalben
| Jahr | Titel Musiklabel                                               | Höchstplatzierung, Gesamtwochen, AuszeichnungChartplatzierungen (Jahr, Titel, Musiklabel, Platzierungen, Wochen, Auszeichnungen, Anmerkungen) | Höchstplatzierung, Gesamtwochen, AuszeichnungChartplatzierungen (Jahr, Titel, Musiklabel, Platzierungen, Wochen, Auszeichnungen, Anmerkungen) | Höchstplatzierung, Gesamtwochen, AuszeichnungChartplatzierungen (Jahr, Titel, Musiklabel, Platzierungen, Wochen, Auszeichnungen, Anmerkungen) | Höchstplatzierung, Gesamtwochen, AuszeichnungChartplatzierungen (Jahr, Titel, Musiklabel, Platzierungen, Wochen, Auszeichnungen, Anmerkungen) | Höchstplatzierung, Gesamtwochen, AuszeichnungChartplatzierungen (Jahr, Titel, Musiklabel, Platzierungen, Wochen, Auszeichnungen, Anmerkungen) | Höchstplatzierung, Gesamtwochen, AuszeichnungChartplatzierungen (Jahr, Titel, Musiklabel, Platzierungen, Wochen, Auszeichnungen, Anmerkungen) | Höchstplatzierung, Gesamtwochen, AuszeichnungChartplatzierungen (Jahr, Titel, Musiklabel, Platzierungen, Wochen, Auszeichnungen, Anmerkungen) | Anmerkungen                                                                      |
| Jahr | Titel Musiklabel                                               | DE | AT | CH | UK | US | SE | NO | Anmerkungen                                                                      |
| ---- | -------------------------------------------------------------- | --- | --- | --- | --- | --- | --- | --- | -------------------------------------------------------------------------------- |
| 1977 | ABBA – The Movie PolyGram (PolyGram)                           | DE48 Platin · (3 Wo.)DE | AT5 (1 Wo.)AT | CH4 (4 Wo.)CH | UK1 Gold · (142 Wo.)UK | — | SE1 Gold · (88 Wo.)SE | NO7 (2 Wo.)NO | Erstveröffentlichung: 1977 Verkäufe: + 85.000                                    |
| 1980 | Live in Concert PolyGram (PolyGram)                            | DE34 Gold · (7 Wo.)DE | AT2 (3 Wo.)AT | — | UK2 Gold · (156 Wo.)UK | US? Gold · (2 Wo.)US | SE1 Gold · (76 Wo.)SE | NO3 (2 Wo.)NO | Erstveröffentlichung: 1980 Verkäufe: + 130.500                                   |
| 1983 | ABBA in Japan auch bekannt als: Special PolyGram (PolyGram)    | — | — | — | UK9 (5 Wo.)UK | — | SE2 (17 Wo.)SE | — | Erstveröffentlichung: 1983                                                       |
| 1992 | ABBA Gold – Greatest Hits PolyGram (PolyGram)                  | DE* PlatinDE | AT4 (2 Wo.)AT | CH4 (7 Wo.)CH | UK2 ×2Doppelplatin · (… Wo.)UK | US? Platin (VHS) + Gold (DVD) · (62 Wo.)US | SE1 (12 Wo.)SE | NO*NO | Erstveröffentlichung: 21. September 1992 Verkäufe: + 75.000; * siehe Kompilation |
| 1993 | More ABBA Gold – More ABBA Hits PolyGram (PolyGram)            | DE* GoldDE | AT*AT | CH*CH | UK17 (6 Wo.)UK | US? (3 Wo.)US | SE*SE | NO*NO | Erstveröffentlichung: 24. Mai 1993 Verkäufe: + 25.000; * siehe Kompilation       |
| 1994 | Thank You PolyGram (PolyGram)                                  | — | — | — | UK10 (26 Wo.)UK | US? (19 Wo.)US | — | — | Erstveröffentlichung: 1. Dezember 1994                                           |
| 1996 | Forever Gold Polydor (PolyGram)                                | DE*DE | — | — | UK1 Platin · (178 Wo.)UK | — | — | — | Erstveröffentlichung: 17. Juni 1996 Verkäufe: + 50.000; * siehe Kompilation      |
| 1999 | The Winner Takes It All – The ABBA Story Polydor (UMG)         | — | — | — | UK3 Platin · (51 Wo.)UK | — | — | — | Erstveröffentlichung: 23. November 1999 Verkäufe: + 50.000                       |
| 2002 | The Definitive Collection Polar Music (UMG)                    | DE* ×2DoppelplatinDE | AT*AT | CH*CH | UK2 Platin · (108 Wo.)UK | US2 (31 Wo.)US | SE1 Gold · (90 Wo.)SE | NO10 (1 Wo.)NO | Erstveröffentlichung: 15. Juli 2002 Verkäufe: + 265.000; * siehe Kompilation     |
| 2004 | The Last Video Polar Music (UMG)                               | DE30 g (9 Wo.)DE | — | — | UK9 (4 Wo.)UK | — | SE4 (5 Wo.)SE | — | Erstveröffentlichung: 19. Juli 2004                                              |
| 2004 | Super Troupers (From Waterloo to Mamma Mia!) Polar Music (UMG) | — | — | CH9 (1 Wo.)CH | UK2 Gold · (14 Wo.)UK | — | SE14 (2 Wo.)SE | — | Erstveröffentlichung: 11. Oktober 2004 Verkäufe: + 27.500                        |
| 2006 | 16 Hits Polar Music (UMG)                                      | — | — | — | UK8 (41 Wo.)UK | — | SE1 (16 Wo.)SE | — | Erstveröffentlichung: 4. August 2006 Verkäufe: + 30.000                          |
| 2006 | Number Ones Polar Music (UMG)                                  | DE*DE | — | CH*CH | UK14 (20 Wo.)UK | — | — | — | Erstveröffentlichung: 24. November 2006 Verkäufe: + 45.000; * siehe Kompilation  |
| 2012 | The Essential Collection Polar Music (UMG)                     | DE*DE | — | — | UK30 (2 Wo.)UK | — | SE2 (58 Wo.)SE | — | Erstveröffentlichung: 25. Mai 2012 * siehe Kompilation                           |

grau schraffiert: keine Chartdaten aus diesem Jahr verfügbar

### Musikvideos
| Jahr | Titel                                       | Regie                                                                 |
| ---- | ------------------------------------------- | --------------------------------------------------------------------- |
| 1973 | Ring Ring                                   | Lasse Hallström                                                       |
| 1974 | Waterloo                                    | Lasse Hallström                                                       |
| 1975 | I Do, I Do, I Do, I Do, I Do                | Lasse Hallström                                                       |
| 1975 | Mamma Mia                                   | Lasse Hallström                                                       |
| 1975 | SOS                                         | Lasse Hallström                                                       |
| 1975 | Bang-A-Boomerang                            | Lasse Hallström                                                       |
| 1976 | Fernando                                    | Lasse Hallström                                                       |
| 1976 | Dancing Queen                               | Lasse Hallström                                                       |
| 1976 | My Love, My Life                            | Per Falkman                                                           |
| 1976 | When I Kissed the Teacher                   | Per Falkman                                                           |
| 1976 | Tiger                                       | Per Falkman                                                           |
| 1976 | Money, Money, Money                         | Lasse Hallström                                                       |
| 1977 | Knowing Me, Knowing You                     | Lasse Hallström (EN-Version, 1977) Lasse Hallström (ES-Version, 1980) |
| 1977 | That’s Me                                   | Lasse Hallström                                                       |
| 1977 | The Name of the Game                        | Lasse Hallström                                                       |
| 1978 | Take a Chance on Me                         | Lasse Hallström (EN-Version, 1978) Lasse Hallström (ES-Version, 1980) |
| 1978 | Eagle                                       | Lasse Hallström                                                       |
| 1978 | Summer Night City                           | Lasse Hallström                                                       |
| 1978 | One Man, One Woman                          | Lasse Hallström                                                       |
| 1978 | Thank You for the Music                     | Lasse Hallström                                                       |
| 1979 | Chiquitita                                  | Urban Lasson                                                          |
| 1979 | Does Your Mother Know                       | Lasse Hallström                                                       |
| 1979 | Voulez-Vous                                 | Lasse Hallström                                                       |
| 1979 | Gimme! Gimme! Gimme! (A Man After Midnight) | Lasse Hallström                                                       |
| 1979 | I Have a Dream                              | Lasse Hallström (ES-Version, 1979) Urban Lasson (EN-Version, 1980)    |
| 1980 | The Winner Takes It All                     | Lasse Hallström                                                       |
| 1980 | Super Trouper                               | Lasse Hallström                                                       |
| 1980 | On and On and On                            | Anders Hanser                                                         |
| 1981 | Lay All Your Love on Me                     | Lasse Hallström                                                       |
| 1981 | Happy New Year                              | Lasse Hallström (EN-/ES-Version)                                      |
| 1981 | One of Us                                   | Lasse Hallström                                                       |
| 1981 | When All Is Said and Done                   | Lasse Hallström (ES-Version, 1981) Lasse Hallström (EN-Version, 1982) |
| 1982 | Head over Heels                             | Lasse Hallström                                                       |
| 1982 | The Day Before You Came                     | Kjell-Åke Andersson, Kjell Sundvall                                   |
| 1983 | Under Attack                                | Kjell-Åke Andersson, Kjell Sundvall                                   |
| 2004 | The Last Video                              | Carl Åstrand                                                          |

## Boxsets
| Jahr | Titel Musiklabel                                                             | Höchstplatzierung, Gesamtwochen, AuszeichnungChartplatzierungen (Jahr, Titel, Musiklabel, Platzierungen, Wochen, Auszeichnungen, Anmerkungen) | Höchstplatzierung, Gesamtwochen, AuszeichnungChartplatzierungen (Jahr, Titel, Musiklabel, Platzierungen, Wochen, Auszeichnungen, Anmerkungen) | Höchstplatzierung, Gesamtwochen, AuszeichnungChartplatzierungen (Jahr, Titel, Musiklabel, Platzierungen, Wochen, Auszeichnungen, Anmerkungen) | Höchstplatzierung, Gesamtwochen, AuszeichnungChartplatzierungen (Jahr, Titel, Musiklabel, Platzierungen, Wochen, Auszeichnungen, Anmerkungen) | Höchstplatzierung, Gesamtwochen, AuszeichnungChartplatzierungen (Jahr, Titel, Musiklabel, Platzierungen, Wochen, Auszeichnungen, Anmerkungen) | Höchstplatzierung, Gesamtwochen, AuszeichnungChartplatzierungen (Jahr, Titel, Musiklabel, Platzierungen, Wochen, Auszeichnungen, Anmerkungen) | Höchstplatzierung, Gesamtwochen, AuszeichnungChartplatzierungen (Jahr, Titel, Musiklabel, Platzierungen, Wochen, Auszeichnungen, Anmerkungen) | Anmerkungen                                                |
| Jahr | Titel Musiklabel                                                             | DE | AT | CH | UK | US | SE | NO | Anmerkungen                                                |
| ---- | ---------------------------------------------------------------------------- | --- | --- | --- | --- | --- | --- | --- | ---------------------------------------------------------- |
| 1992 | ABBA Collection auch bekannt als: The Ultimate Collection Polydor (PolyGram) | — | — | — | UK— SilberUK | — | — | — | Erstveröffentlichung: 1992 Verkäufe: + 60.000              |
| 1994 | Thank You for the Music Polar Music (PolyGram)                               | — | — | — | — | — | SE17 (4 Wo.)SE | — | Erstveröffentlichung: 31. Oktober 1994                     |
| 2005 | The Complete Studio Recordings Polar Music (UMG)                             | — | — | — | — | — | — | — | Erstveröffentlichung: 11. November 2005                    |
| 2008 | The Albums Polar Music (UMG)                                                 | DE24 (16 Wo.)DE | — | CH65 (7 Wo.)CH | UK89 Silber · (4 Wo.)UK | — | SE4 Platin · (23 Wo.)SE | NO7 (11 Wo.)NO | Erstveröffentlichung: 24. Oktober 2008 Verkäufe: + 175.000 |
| 2010 | The Vinyl Collection Polar Music (UMG)                                       | — | — | — | — | — | — | — | Erstveröffentlichung: 3. Dezember 2010                     |
| 2014 | The Singles Polar Music (UMG)                                                | — | — | — | — | — | — | — | Erstveröffentlichung: 5. Mai 2014                          |
| 2014 | The Studio Albums Polar Music (UMG)                                          | DE13 (1 Wo.)DE | — | CH25 (1 Wo.)CH | — | — | — | — | Erstveröffentlichung: 27. Oktober 2014                     |
| 2019 | Voulez-vous – The Singles Box Polar Music (UMG)                              | DE63 (1 Wo.)DE | — | — | — | — | — | — | Erstveröffentlichung: 14. Juni 2019                        |
| 2022 | Album Box Set Polar Music (UMG)                                              | DE11 (2 Wo.)DE | AT71 (1 Wo.)AT | CH11 (2 Wo.)CH | — | — | — | — | Erstveröffentlichung: 27. Mai 2022                         |

## Sonderveröffentlichungen

### Lieder
| Jahr | Titel Soundtrack                                                   | Anmerkungen                            |
| ---- | ------------------------------------------------------------------ | -------------------------------------- |
| 1994 | Mamma Mia Priscilla – Königin der Wüste                            | Erstveröffentlichung: 18. Oktober 1994 |
| 1995 | Waterloo Muriels Hochzeit                                          | Erstveröffentlichung: 4. April 1995    |
| 1999 | Dancing Queen Summer of Sam                                        | Erstveröffentlichung: 29. Juni 1999    |
| 2003 | Does Your Mother Know Johnny English – Der Spion, der es versiebte | Erstveröffentlichung: 15. Juli 2003    |
| 2015 | Waterloo Der Marsianer – Rettet Mark Watney                        | Erstveröffentlichung: 6. November 2015 |

### Videoalben
| Jahr | Titel Musiklabel                                  | Anmerkungen                                                                          |
| ---- | ------------------------------------------------- | ------------------------------------------------------------------------------------ |
| 2006 | ABBA-Dabba-Dooo!! Polar Music (UMG)               | Erstveröffentlichung: 16. Oktober 2006 Teil von Arrival (Deluxe Edition)             |
| 2007 | ABBA – The Album – TV-Auftritte Polar Music (UMG) | Erstveröffentlichung: 26. Oktober 2007 Teil von ABBA – The Album (Deluxe Edition)    |
| 2010 | ABBA in Switzerland Polar Music (UMG)             | Erstveröffentlichung: 31. Mai 2010 Teil von Voulez-Vous (Deluxe Edition)             |
| 2011 | ABBA on German TV Polar Music (UMG)               | Erstveröffentlichung: 9. Mai 2011 Teil von Super Trouper (Deluxe Edition)            |
| 2012 | Dick Cavett Meets ABBA Polar Music (UMG)          | Erstveröffentlichung: 24. April 2012 Teil von The Visitors (Deluxe Edition)          |
| 2012 | ABBA in Australia Polar Music (UMG)               | Erstveröffentlichung: 19. November 2012 Teil von ABBA (Deluxe Edition)               |
| 2013 | Ring Ring – TV-Auftritte Polar Music (UMG)        | Erstveröffentlichung: 11. Oktober 2013 Teil von Ring Ring (Deluxe Edition)           |
| 2014 | Waterloo – TV-Auftritte Polar Music (UMG)         | Erstveröffentlichung: 7. April 2014 Teil von Waterloo (Deluxe Edition)               |
| 2014 | ABBA on Spanish TV Polar Music (UMG)              | Erstveröffentlichung: 10. April 2014 Teil von Gracias por la música (Deluxe Edition) |

## Statistik

### Chartauswertung
Die folgenden Aufstellungen bieten eine Übersicht der Charterfolge ABBAs in den Album-, Musik-DVD- und Singlecharts. Es ist zu beachten, dass sich Videoalben in Deutschland auch in den Albumcharts platzieren, während in den anderen Ländern eigenständige Musik-DVD-Charts existieren.
|                     | DE     | AT     | CH     | UK     | US     | SE     | NO     |
| ------------------- | ------ | ------ | ------ | ------ | ------ | ------ | ------ |
| Nummer-eins-Alben   | DE8DE  | AT4AT  | CH2CH  | UK10UK | US—US  | SE10SE | NO10NO |
| Top-10-Alben        | DE18DE | AT12AT | CH5CH  | UK10UK | US1US  | SE13SE | NO13NO |
| Alben in den Charts | DE33DE | AT22AT | CH18CH | UK22UK | US14US | SE21SE | NO18NO |

|                       | DE     | AT     | CH     | UK     | US     | SE     | NO     |
| --------------------- | ------ | ------ | ------ | ------ | ------ | ------ | ------ |
| Nummer-eins-Singles   | DE9DE  | AT3AT  | CH8CH  | UK9UK  | US1US  | SE4SE  | NO2NO  |
| Top-10-Singles        | DE23DE | AT20AT | CH24CH | UK20UK | US4US  | SE17SE | NO20NO |
| Singles in den Charts | DE32DE | AT27AT | CH26CH | UK31UK | US20US | SE27SE | NO22NO |

|                          | DE    | AT    | CH    | UK     | US    | SE    | NO    |
| ------------------------ | ----- | ----- | ----- | ------ | ----- | ----- | ----- |
| Nummer-eins-Videoalben   | DE—DE | AT—AT | CH—CH | UK2UK  | US—US | SE5SE | NO—NO |
| Top-10-Videoalben        | DE—DE | AT3AT | CH3CH | UK11UK | US1US | SE8SE | NO3NO |
| Videoalben in den Charts | DE—DE | AT3AT | CH3CH | UK14UK | US5US | SE9SE | NO3NO |

### Auszeichnungen für Musikverkäufe
Neben den Veröffentlichungen des offiziellen ABBA-Katalogs, erschienen weltweit diverse regionale Zusammenstellungen, darunter folgende, die auch mit Schallplattenauszeichnungen zertifiziert wurden und somit auch zum kommerziellen Erfolg der Band beitragen: The Magic of ABBA (+ 20.000), Love Songs (+ 10.810), The Music Still Goes On (+ 145.000), De grootste hits in Nederland – 25 jaar na ‘Waterloo’ (+ 300.000), 25 Jaar na Waterloo deel 1 (+ 300.000), 25 Jaar na Waterloo deel 2 (+ 100.000), SOS: The Best of ABBA (+ 600.000), The Name of the Game (+ 100.000) und Todo ABBA – Sus Grandes Éxitos (+ 80.000).
Das Lied Slipping Through My Fingers (+ 200.000) erschien weder als Single, noch konnte es sich aufgrund von Downloads oder Streaming in den Charts platzieren, dennoch erhielt es ebenfalls Schallplattenauszeichnungen.
| Land/RegionAuszeichnungen für Musikverkäufe (Land/Region, Auszeichnungen, Verkäufe, Quellen) | Silber       | Gold         | Platin         | Diamant     | Verkäufe    | Quellen                                                                         |
| -------------------------------------------------------------------------------------------- | ------------ | ------------ | -------------- | ----------- | ----------- | ------------------------------------------------------------------------------- |
| Argentinien (CAPIF)                                                                          | —            | 2× Gold2     | 7× Platin7     | —           | 1.118.000   | capif.org.ar AR2                                                                |
| Australien (ARIA)                                                                            | —            | 5× Gold5     | 75× Platin75   | —           | 5.292.500   | aria.com.au                                                                     |
| Belgien (BRMA)                                                                               | —            | —            | 10× Platin10   | —           | 470.000     | ultratop.be                                                                     |
| Brasilien (PMB)                                                                              | —            | 4× Gold4     | Platin1        | —           | 540.000     | pro-musicabr.org.br                                                             |
| Chile (IFPI)                                                                                 | —            | —            | 3× Platin3     | —           | 75.000      | Einzelnachweise                                                                 |
| Dänemark (IFPI)                                                                              | Silber1      | 14× Gold14   | 16× Platin16   | —           | 1.960.000   | ifpi.dk                                                                         |
| Deutschland (BVMI)                                                                           | —            | 16× Gold16   | 27× Platin27   | —           | 15.150.000  | musikindustrie.de                                                               |
| Europa (IFPI)                                                                                | —            | Gold1        | 6× Platin6     | —           | (6.500.000) | ifpi.org (Memento vom 1. Januar 2014 im Internet Archive)                       |
| Finnland (IFPI)                                                                              | —            | 3× Gold3     | 8× Platin8     | —           | 642.094     | ifpi.fi                                                                         |
| Frankreich (SNEP)                                                                            | —            | 6× Gold6     | Platin1        | Diamant1    | 3.400.000   | infodisc.fr snepmusique.com                                                     |
| Griechenland (IFPI)                                                                          | —            | Gold1        | —              | —           | 50.000      | Einzelnachweise                                                                 |
| Hongkong (IFPI/HKRIA)                                                                        | —            | 7× Gold7     | 6× Platin6     | —           | 270.000     | ifpihk.org                                                                      |
| Indien (IMI)                                                                                 | —            | —            | —              | —           | 50.000      | Einzelnachweise                                                                 |
| Irland (IRMA)                                                                                | —            | 4× Gold4     | 4× Platin4     | —           | 260.000     | Einzelnachweise                                                                 |
| Island (IFPI)                                                                                | —            | Gold1        | —              | —           | 5.000       | Einzelnachweise                                                                 |
| Israel (IFPI)                                                                                | —            | Gold1        | 2× Platin2     | —           | 100.000     | Einzelnachweise                                                                 |
| Italien (FIMI)                                                                               | —            | 3× Gold3     | 4× Platin4     | —           | 425.000     | fimi.it                                                                         |
| Japan (RIAJ)                                                                                 | —            | 2× Gold2     | 7× Platin7     | —           | 1.650.000   | riaj.or.jp JP2                                                                  |
| Kanada (MC)                                                                                  | —            | 3× Gold3     | 15× Platin15   | Diamant1    | 2.455.000   | musiccanada.com                                                                 |
| Kroatien (HDU)                                                                               | Silber1      | —            | —              | —           | 3.000       | hgu.hr                                                                          |
| Malaysia (RIM)                                                                               | —            | —            | 3× Platin3     | —           | 150.000     | Einzelnachweise                                                                 |
| Mexiko (AMPROFON)                                                                            | —            | Gold1        | 2× Platin2     | —           | 1.010.000   | amprofon.com.mx                                                                 |
| Neuseeland (RMNZ)                                                                            | —            | 9× Gold9     | 83× Platin83   | —           | 1.752.500   | aotearoamusiccharts.co.nz NZ2 (Memento vom 12. August 2011 im Internet Archive) |
| Niederlande (NVPI)                                                                           | —            | 6× Gold6     | 15× Platin15   | —           | 1.870.000   | nvpi.nl                                                                         |
| Norwegen (IFPI)                                                                              | —            | —            | 2× Platin2     | —           | 577.000     | Einzelnachweise                                                                 |
| Österreich (IFPI)                                                                            | —            | 2× Gold2     | 5× Platin5     | —           | 220.000     | ifpi.at                                                                         |
| Polen (ZPAV)                                                                                 | —            | 2× Gold2     | 4× Platin4     | —           | 180.000     | olis.pl                                                                         |
| Portugal (AFP)                                                                               | —            | Gold1        | Platin1        | —           | 105.000     | Einzelnachweise                                                                 |
| Russland (NFPF)                                                                              | —            | 2× Gold2     | 3× Platin3     | —           | 170.000     | 2m-online.ru                                                                    |
| Schweden (IFPI)                                                                              | —            | 5× Gold5     | 13× Platin13   | Diamant1    | 2.584.642   | sverigetopplistan.se                                                            |
| Schweiz (IFPI)                                                                               | —            | 2× Gold2     | 11× Platin11   | —           | 595.000     | hitparade.ch                                                                    |
| Singapur (RIAS)                                                                              | —            | —            | 5× Platin5     | —           | 75.000      | Einzelnachweise                                                                 |
| Spanien (Promusicae)                                                                         | —            | 6× Gold6     | 18× Platin18   | —           | 1.425.000   | elportaldemusica.es promusicae.es ES                                            |
| Südafrika (RISA)                                                                             | —            | —            | Platin1        | —           | 50.000      | Einzelnachweise                                                                 |
| Südkorea (KMCA)                                                                              | —            | —            | Platin1        | —           | 15.000      | Einzelnachweise                                                                 |
| Taiwan (RIT)                                                                                 | —            | —            | 7× Platin7     | —           | 350.000     | Einzelnachweise                                                                 |
| Tschechien (IFPI)                                                                            | —            | —            | Platin1        | —           | 6.000       | Einzelnachweise                                                                 |
| Thailand (TECA)                                                                              | —            | Gold1        | —              | —           | 15.000      | Einzelnachweise                                                                 |
| Ungarn (MAHASZ)                                                                              | —            | —            | Platin1        | —           | 50.000      | slagerlistak.hu                                                                 |
| Venezuela (APFV)                                                                             | Silber1      | —            | —              | —           | 25.000      | Einzelnachweise                                                                 |
| Vereinigte Staaten (RIAA)                                                                    | —            | 8× Gold8     | 9× Platin9     | —           | 13.832.000  | riaa.com                                                                        |
| Vereinigtes Königreich (BPI)                                                                 | 12× Silber12 | 19× Gold19   | 61× Platin61   | —           | 32.060.000  | bpi.co.uk, Einzelnachweise                                                      |
| Insgesamt                                                                                    | 15× Silber15 | 137× Gold137 | 438× Platin438 | 3× Diamant3 |             |                                                                                 |